# Camaño
Camaño és una localitat de l'Uruguai, ubicada al centre del departament d'Artigas.
Es troba a 90 metres sobre el nivell del mar. Té una població aproximada de 800 habitants.